# スワンズ
スワンズ (Swans) は、アメリカ合衆国のポストパンク・バンド。1982年にシンガー・ソングライターで楽器演奏もこなすマイケル・ジラが結成。1980年代初頭にニューヨークで起こったノー・ウェイヴ・シーンで台頭し、10年以上にわたって活動した。
1997年に解散するまでマイケル・ジラ以外のメンバーは流動的で、コンスタントにメンバー入りしたのはボーカル・キーボード・ソングライターのジャーボウと、ギタリストのノーマン・ウエストバーグだけであった。
2010年、再結成。14年ぶりのアルバム『My Father Will Guide Me up a Rope to the Sky』をリリースした。

## メンバー
現在のメンバー
- マイケル・ジラ (Michael Gira) – ギター、ボーカル (1982年-1997年、2010年-)
- クリストフ・ハーン (Christoph Hahn)　– ギター、ラップ・スティール・ギター (1988年-1991年、2010年-2017年、2019年-)
- ソー・ハリス (Thor Harris) – ドラム、パーカッション、ヴィブラフォン、ダルシマー、キーボード (2010年-2016年、2017年、2019年-)
- クリス・プラヴディカ (Chris Pravdica)– ベース (2010年-2017年、2019年-)
- フィル・プレオ (Phil Puleo) – ドラム、パーカッション、ダルシマー (1995年-1997年、2010年-2017年、2019年-)
- ポール・ウォールフィッシュ (Paul Wallfisch) – キーボード (2016年-2017年、2019年-)
- ノーマン・ウエストバーグ (Norman Westberg) – ギター、ボーカル (1983年-1995年、2010年-2017年、2019年-)
- ラリー・ミュリンズ (Larry Mullins) – ドラム、メロトロン、パーカッション、ヴィブラフォン、ボーカル (1995年-1996年、2019年-)
- ヨーヨー・ローム (Yoyo Röhm) – ベース、ダブルベース、キーボード、ボーカル (2019年-)

旧メンバー
- ダン・ブラウン (Dan Braun) – ベース (1982年)
- ビル・ブロンソン (Bill Bronson) – ベース (1995年-1997年)
- ハリー・クロスビー (Harry Crosby) – ベース (1984年)
- ダミエル・ガリ＝ドゥアニ (Daniel Galli-Duani) – サックス (1982年)
- ロナルド・ゴンザレス (Ronaldo Gonzalez) – ドラム (1986年-1987年)
- スー・ハネル (Sue Hanel) – ギター (1982年)
- ジャーボウ (Jarboe) – キーボード、ボーカル、ピアノ (1984年-1997年、2012年)
- ジョナサン・ケイン (Jonathan Kane) – ドラム (1982年-1983年)
- アルギス・キジス (Algis Kizys) – ベース (1986年-1995年)
- モジョ (Mojo) – パーカッション、テープ・ループ (1982年)
- サーストン・ムーア (Thurston Moore) – ベース (1982年)
- ロリ・モシマン (Roli Mosimann) – ドラム (1983年-1984年)
- アイヴァン・ナヘム (Ivan Nahem) – ドラム (1982年、1986年)
- テッド・パーソンズ (Ted Parsons) – ドラム (1985年-1987年)
- ボブ・ペゾーラ (Bob Pezzola) – ドラム (1982年-1983年)
- ヴィニー・シグノレリ (Vinnie Signorelli) – ドラム (1991年-1992年)
- クリント・スティール (Clint Steele) – ギター (1990年-1997年)
- ジョン・テスラー (Jon Tessler) – ベース、パーカッション、テープ・ループ (1982年)
- ジェニー・ウェイド (Jenny Wade) – ベース (1991年)

## ディスコグラフィ

### スタジオ・アルバム
- Filth (1983年)
- 『COP』 - Cop (1984年)
- 『グリード』 - Greed (1986年)
- Holy Money (1986年)
- Children Of God (1987年)
- 『バーニング・ワールド』 - The Burning World (1989年)
- White Light from the Mouth of Infinity (1991年)
- Love of Life (1992年)
- The Great Annihilator (1995年)
- Soundtracks for the Blind (1996年)
- My Father Will Guide Me up a Rope to the Sky (2010年)
- The Seer (2012年)
- 『トゥ・ビー・カインド』 - To Be Kind (2014年)
- 『ザ・グローイング・マン』 - The Glowing Man (2016年)
- 『リーヴィング・ミーニング』 - Leaving Meaning (2019年)
- 『ザ・ベガー』　- The Beggar (2023年)
- Birthing (2025年)